# 東漸寺 (旭市)
東漸寺（とうぜんじ）は、千葉県旭市にある真言宗智山派の寺院。殿玉山西徳院と号し、本尊は愛染明王。

## 由緒
永禄2年（1593年）下総国網戸(阿知戸)1万石の領主木曾義昌が開基し、木曽谷から迎えた悦堂の開山により創建された寺である。
境外の観音堂は、木曾義昌の室で、武田信玄の娘(萬理姫)の守り本尊であった十一面観音を祀ったと伝えられている。

## 文化財
- 市指定文化財
  - 懸仏
  - 木曽義昌公遺跡

## 関連寺院
- 東禅寺　(可児市)